# مالاویکا نایر (بازیگر مالایالم)
مالاویکا نایر (انگلیسی: Malavika Nair) بازیگر هندی است که بیشتر در فیلم‌های مالایالم بازی می‌کند. او در بیش از ۲۰ فیلم بازی کرده‌است که در بیشتر آنها به عنوان بازیگر خردسال بوده است و در سال‌های ۲۰۰۶ و ۲۰۱۲، دوبار برنده جایزه فیلم ایالت کرالا برای بهترین بازیگر خردسال شده‌است.

## زندگی شخصی
مالاویکا نایر در شهر تریسور به دنیاآمد.

## فیلم‌شناسی
| نام فیلم           | نقش             | زبان     | سال  | مرجع.       |
| ------------------ | --------------- | -------- | ---- | ----------- |
| پرندگان سیاه       | ملی             | مالایالم | ۲۰۰۶ | [ ۵ ] [ ۶ ] |
| بله جناب قاضی      | دختر راویشانکار | مالایالم | ۲۰۰۶ | [ ۷ ]       |
| شکار               | دختر ساتیان     | مالایالم | ۲۰۱۰ | [ ۸ ]       |
| قندهار             | دانش آموز       | مالایالم | ۲۰۱۰ |             |
| پرفسور شیطان       | دختر کارتیکا    | مالایالم | ۲۰۱۲ | [ ۹ ]       |
| معلم               | ریشمی           | مالایالم | ۲۰۱۲ |             |
| گزارشگر            | خواهر ابی       | مالایالم | ۲۰۱۵ | [ ۱۰ ]      |
| وسواس              | ویریندا         | مالایالم | ۲۰۲۱ | [ ۱۱ ]      |
| بخش تحقیقات ۵: مغز | انوجا           | مالایالم | ۲۰۲۲ | [ ۱۲ ]      |